# 岡村保志
岡村 保志（おかむら やすし、1981年1月28日 - ）は、日本のサッカー指導者。

## 来歴
横浜F・マリノスジュニアユース追浜でコーチを務めた後、2012年より樋口靖洋監督の下、トップチームのコーチに就任した。
2017年より、柏レイソルのテクニカルスタッフを務める。

## 指導歴
- 2003年 - 2005年  筑波大学蹴球部 コーチ
- 2006年 - 2016年  横浜F・マリノス
  - 2006年 - 2008年 日本工学院F･マリノス コーチ
  - 2009年 - 2011年 ジュニアユース追浜 コーチ
  - 2012年 - 2016年 トップチーム コーチ
- 2017年 -  柏レイソル テクニカルスタッフ